# Podalonia mandibulata
Podalonia mandibulata là một loài côn trùng cánh màng trong họ Sphecidae, thuộc chi Podalonia. Loài này được W.F. Kirby miêu tả khoa học đầu tiên năm 1889.